# Graderia
Graderia – rodzaj roślin z rodziny zarazowatych (Orobanchaceae). Obejmuje cztery gatunki. Rośliny te występują w Afryce południowej oraz na wyspie Sokotra. 

## Morfologia
PokrójOwłosione byliny o drewniejącym kłączu i dolnej części łodyg. Łodygi wzniesione, podnoszące się lub płożące, tępo kanciaste.
LiścieŁodygowe, naprzeciwległe lub w górze skrętoległe, siedzące lub krótkoogonkowe, niepodzielone do pierzasto siecznych, całobrzegie lub ząbkowane.
KwiatyWyrastają na szypułkach. Kielich 5-działkowy, dzwonkowaty. Korona różowa do fioletowej, rurkowata, zwieńczona 5 całobrzegimi łatkami. Pręciki cztery, schowane w rurce korony, z asymetrycznymi pylnikami (jeden woreczek pyłkowy zwykle zredukowany). Zalążnia kulista, spłaszczona, z maczugowatym znamieniem na końcu szyjki.
OwoceTorebki zawierające liczne nasiona.

## Systematyka
Pozycja systematyczna
Rodzaj z rodziny zarazowatych Orobanchaceae, w której obrębie klasyfikowany jest do plemienia Buchnereae Lamarck & de Candolle.
Wykaz gatunków
- Graderia fruticosa Balf.f.
- Graderia linearifolia Codd
- Graderia scabra (L.f.) Benth.
- Graderia subintegra Mast.